# هيو برودي
هيو برودي (بالإنجليزية: Hugh Brody)‏ هو عالم إنسان ومخرج بريطاني، ولد في 1943.

## وصلات خارجية
- هيو برودي على موقع IMDb (الإنجليزية)
- هيو برودي على موقع ألو سيني (الفرنسية)
- هيو برودي على موقع أول موفي (الإنجليزية)
- هيو برودي على موقع قاعدة بيانات الأفلام السويدية (السويدية)
- هيو برودي على موقع قاعدة بيانات الفيلم (الإنجليزية)
- هيو برودي على موقع كينوبويسك (الروسية)